# 영 아담
영 아담(Young Adam)은 2003년 개봉한 영국의 드라마 영화이다.

## 줄거리
1954년 스코틀랜드를 배경으로, 젊은 떠돌이 조 테일러는 글래스고에서 에든버러까지 운하를 따라 운행하는 화물선에서 일한다. 그는 선주인 레스와 엘라 부부, 그리고 그들의 어린 아들과 함께 비좁은 공간에서 생활한다. 어느 날, 조와 레스는 물에서 젊은 여성 캐시 딤리의 시신을 건져 올린다. 영화는 현재 시점과 과거 시점을 교차하며 조와 캐시의 관계를 보여준다.
과거, 조는 해변에서 사무직 노동자 캐시를 만나 동거를 시작한다. 작가를 꿈꾸는 조는 제대로 된 작품을 쓰지 못하고, 캐시는 그런 그의 모습에 실망하여 다툼이 잦아진다. 어느 날, 조는 캐시를 폭행하고 집을 떠난다. 운하에 타자기를 던진 후 그는 레스를 만나 화물선에서 일하게 된다.
현재 시점에서, 조는 캐시의 시신 발견 후 엘라와 불륜을 저지른다. 그들의 관계는 레스에게 발각되고, 레스는 화물선을 떠난다. 조와 엘라는 점점 더 깊은 관계로 발전하지만, 엘라의 실용적인 태도와 교외 정착에 대한 열망은 조와 갈등을 일으키고, 조는 다시 떠난다. 과거 시점에서는 조가 캐시와 재회하여 성관계를 갖는다. 캐시는 조의 아이를 임신했다는 사실을 밝히지만, 조가 무관심하게 떠나자 그를 쫓다 물에 빠져 죽는다. 조는 그녀를 구하려 하지 않고 도망친다.
과거와 현재가 교차하면서, 캐시와 잠시 만났던 배관공 다니엘 고든이 캐시 살해 혐의로 재판을 받게 된다. 조는 법정에 참석하여 다니엘이 유죄 판결을 받는 것을 지켜본다. 그는 익명으로 다니엘이 범인이 아니라는 편지를 보내지만, 재판 결과에는 영향을 주지 못한다. 결국 조는 자신의 죄를 고백하는 대신 그 지역을 떠난다.

## 출연

### 주연
- 이완 맥그리거
- 틸다 스윈튼
- 피터 뮬란
- 에밀리 모티머

### 조연
- 잭 맥엘혼
- 데레스 브래들리

## 기타
- 원작자: 알렉산더 트로치
- 공동제작: 닉 오하건
- 공동제작: 짐 리브
- 공동제작: 알렉산드라 스톤
- 협력프로듀서: 질리언 베리
- 협력프로듀서: 스티븐 말먼
- 협력프로듀서: 피터 왓슨
- 미술: 로렌스 도먼
- 의상: 재클린 듀런
- 배역: 데스 해밀턴